# Willingboro Township (New Jersey)
Willingboro Township ist ein Township von New Jersey in den Vereinigten Staaten und Teil des Burlington County. Das U.S. Census Bureau ermittelte bei der Volkszählung 2020 eine Einwohnerzahl von 31.889.
Die Gemeinde bildet eine Vorstadt von Philadelphia in der Metropolregion Delaware Valley.

## Geschichte
Willingboro war eine der ursprünglichen neun Abteilungen in der Organisation von Burlington County innerhalb von West Jersey und wurde ursprünglich als "Constabulary of Wellingborrow" am 6. November 1688 gegründet. Zu dieser Zeit umfasste es das heutige Delanco Township. Der ursprüngliche Name Wellingborough war nach der Gemeinde in England, die die Heimatstadt von Thomas Ollive war, der die ursprünglichen Siedler in das spätere Willingboro Township führte. Andere Schreibweisen wurden zu verschiedenen Zeiten verwendet.
Nach der Gründung der Vereinigten Staaten und des Staates New Jersey wurde die Gemeinde am 21. Februar 1798 von der Legislative New Jerseys formell als "Willingborough Township", eine von New Jerseys anfänglicher Gruppe von 104 Townships, inkorporiert. Damit ist Willingboro eine der ältesten Townships im Staat. Teile des Townships wurden zur Bildung von des Borough Beverly (5. März 1850, heute Stadt Beverly) und Beverly Township (1. März 1859, heute bekannt als Delanco Township) genommen.
Ab den 1950er Jahren wurden in Willingboro Vorstadtsiedlungen errichtet und die Einwohnerzahl vervielfachte sich.

## Demografie
Laut einer Schätzung von 2019 leben in Willingboro Township 32.005 Menschen. Die Bevölkerung teilt sich im selben Jahr auf in 20,3 % Weiße, 70,1 % Afroamerikaner, 0,1 % amerikanische Ureinwohner, 1,8 % Asiaten und 5,6 % mit zwei oder mehr Ethnizitäten. Hispanics oder Latinos aller Ethnien machten 11,5 % der Bevölkerung aus. Das mittlere Haushaltseinkommen lag bei 75.428 US-Dollar und die Armutsquote bei 9,2 %.
| Bevölkerungsentwicklung Bei den Daten handelt es sich um Volkszählungsergebnisse. | Bevölkerungsentwicklung Bei den Daten handelt es sich um Volkszählungsergebnisse. | Bevölkerungsentwicklung Bei den Daten handelt es sich um Volkszählungsergebnisse. | Bevölkerungsentwicklung Bei den Daten handelt es sich um Volkszählungsergebnisse. | Bevölkerungsentwicklung Bei den Daten handelt es sich um Volkszählungsergebnisse. | Bevölkerungsentwicklung Bei den Daten handelt es sich um Volkszählungsergebnisse. | Bevölkerungsentwicklung Bei den Daten handelt es sich um Volkszählungsergebnisse. | Bevölkerungsentwicklung Bei den Daten handelt es sich um Volkszählungsergebnisse. | Bevölkerungsentwicklung Bei den Daten handelt es sich um Volkszählungsergebnisse. | Bevölkerungsentwicklung Bei den Daten handelt es sich um Volkszählungsergebnisse. |  |
| --------------------------------------------------------------------------------- | --------------------------------------------------------------------------------- | --------------------------------------------------------------------------------- | --------------------------------------------------------------------------------- | --------------------------------------------------------------------------------- | --------------------------------------------------------------------------------- | --------------------------------------------------------------------------------- | --------------------------------------------------------------------------------- | --------------------------------------------------------------------------------- | --------------------------------------------------------------------------------- |  |
| Jahr                                                                              | 1940                                                                              | 1950                                                                              | 1960                                                                              | 1970                                                                              | 1980                                                                              | 1990                                                                              | 2000                                                                              | 2010                                                                              | 2020                                                                              |  |
| Einwohner                                                                         | 642                                                                               | 852                                                                               | 11.861                                                                            | 43.386                                                                            | 39.912                                                                            | 36.291                                                                            | 33.008                                                                            | 31.629                                                                            | 31.889                                                                            |  |